# Freudiana
Freudiana est le titre d'un album-concept d'Eric Woolfson, devenue une comédie musicale en Autriche en 1990, sur la vie de Sigmund Freud. Il est considéré comme le onzième album du Alan Parsons Project par plusieurs fans, bien que ce dernier soit très peu présent en tant que musicien, il a toutefois produit le disque avec Eric Woolfson.

## Synopsis
Erik, un Américain, fait partie d'un groupe de voyage « L'Europe en quatorze jours » en route vers le Freud Museum à Londres. Il s'agit du dernier jour de voyage. De nature rêveuse, Erik perd le groupe et se fait enfermer dans le musée. Il s'endort sur le canapé du grand psychanalyste et commence à rêver. Des objets et des patients célèbres viennent dans son rêve. Erik est amoureux d'une fille présente dans le groupe et qui s'incarne dans son rêve sous le nom de Dora. Peu à peu il reconnaît ses problèmes personnels dans les différents cas de Sigmund Freud, et il ose descendre dans le tunnel, dans le complexe d'Œdipe, et se libère de son père autoritaire. Les connaissances acquises cette nuit-là grâce à l'interprétation des rêves renforce sa confiance en soi. Le lendemain, Erik aborde la fille du groupe qui était Dora.

## Album
Albums de Eric Woolfson
Gambler
(1997)
L'album est produit par Alan Parsons et Eric Woolfson. Ils invitent de nombreux artistes : Leo Sayer, Graham Dye, The Flying Pickets, Kiki Dee, Eric Stewart, Frankie Howerd, Marti Webb, Gary Howard, Chris Rainbow et John Miles. Eric Woolfson intervient dans la plupart des 18 titres. L'album, bien qu'il soit d’Eric Woolfson, ressemble beaucoup à une œuvre du Alan Parsons Project, notamment par la présence de certains musiciens ayant joué avec ce dernier, dont Ian Bairnson, Stuart Elliott, Chris Rainbow, John Miles, Andrew Powell, ainsi que Laurie Cottle et Richard Cottle) mais offre aussi quelques surprises.

### Liste des chansons
Sauf indication contraire, les chansons ont été écrites par Eric Woolfson.
1. The Nirvana Principle – 3:44
2. Freudiana – 6:20
3. I Am a Mirror – 4:06
4. Little Hans – 3:15
5. Dora – 3:51
6. Funny You Should Say That – 4:36
7. You're On Your Own – 3:54
8. Far Away From Home – 3:11
9. Let Yourself Go – 5:26
10. Beyond the Pleasure Principle (Alan Parsons) – 3:13
11. The Ring – 4:22
12. Sects Therapy – 3:40
13. No One Can Love You Better Than Me – 5:40
14. Don't Let the Moment Pass – 3:40
15. Upper Me – 5:16
16. Freudiana – 3:43
17. Destiny – 0:51
18. There But For the Grace of God – 5:56

## Personnel
Musiciens :
- Eric Woolfson – Claviers, chant sur 2, 5, 9, 13, producteur exécutif
- Alan Parsons – Claviers additionnels, ingénieur, producteur
- Richard Cottle – Synthétiseurs, saxophone
- Ian Bairnson – Guitare
- Laurie Cottle – Basse
- Stuart Elliott – Batterie, percussion
- Andrew Powell – Arrangements, direction de l'orchestre

Chanteurs :
- Leo Sayer – Chant sur 3
- Graham Dye – Chant sur 4
- The Flying Pickets – Chant sur 6, 8
- Kiki Dee – Chant sur 7, 13
- Eric Stewart – Chant sur 11, 15
- Frankie Howard – Chant sur 12
- Gary Howard – Chant sur 13
- Marti Webb – Chant sur 13, 14, 18
- Chris Rainbow – Chant sur 17, chœurs sur 4
- John Miles – Chant sur 18

## Comédie musicale
Les chansons ont été adaptées en allemand par Brian Brolly et Lida Winiewicz (de). Erik est interprété par Ulrich Tukur puis Jacques Breuer.
La comédie musicale, dont la première dirigée par Peter Weck, a lieu le 19 décembre au Theater an der Wien, est la première grande production Vereinigte Bühnen Wien (de). Jusqu'au 18 avril 1992, elle a été vue par 320000 personnes après 380 représentations.

## Source, notes et références
- (de) Cet article est partiellement ou en totalité issu de l’article de Wikipédia en allemand intitulé « Freudiana » (voir la liste des auteurs).